# Транспортні білки
Транспортні білки — збірна назва великої групи білків, здатних до перенесення інших молекул як всередину клітини, так і через біологічні мембрани або між клітинами організму. Транспортні білки можуть бути як мембранними білками, так і водорозчинними білками, секретованими з клітини, розташованими в цитоплазмі, периплазмі, ядрі або органелах. Транспортні білки відіграють надважливу роль у існуванні та зростанні будь-якого живого організму. 
Більш детально термін посилається на такі групи білків:
- Мембранні транспортні білки[en] — трансмембранні білки, здатні до перенесення молекул через мембрани. Відіграють важливу роль у посередництві засвоєння життєво важливих поживних речовин та виведенні небажаних речовин через клітинні мембрани для підтримки їх безпечних концентрацій[2];
- Білки везикулярного транспорту — білки, пов'язані з перенесенням везикул
- Водорозчинні переносники малих молекул — білки, здатні переносити нерозчинні молекули через рідини організму

Білки-переносники – це білки, що беруть участь у переміщенні іонів, малих молекул або макромолекул, таких як інший білок, через клітинну мембрану. Білки-переносники – це інтегральні мембранні білки, тобто вони існують всередині мембрани та охоплюють її, через неї вони транспортують речовини. 
Білки можуть сприяти переміщенню речовин шляхом полегшеної дифузії (тобто пасивного транспорту) або активного транспорту. Ці механізми переміщення відомі як транспорт, опосередкований переносниками. Кожен білок-переносник призначений для розпізнавання лише однієї речовини або однієї групи дуже схожих речовин. Дослідження показують, що калієві, кальцієві та натрієві канали можуть функціонувати як датчики кисню у ссавців та рослин, і мають кореляційні дефекти в певних білках-переносниках з певними захворюваннями. 